# Monchio
Monchio is een plaats (frazione) in de Italiaanse gemeente Palagano.